# Волково (Белозерский район)
Волково — деревня в Белозерском районе Вологодской области.
Входит в состав Артюшинского сельского поселения, с точки зрения административно-территориального деления — в Артюшинский сельсовет.
Расположена на берегу Новозера. Расстояние по автодороге до районного центра Белозерска — 49 км, до центра муниципального образования села Артюшино — 9 км. Ближайшие населённые пункты — Анашкино, Гора, Остров Сладкий.
По данным переписи в 2002 году постоянного населения не было.